# Cecyliusze
Caecilii – plebejski ród rzymski, którego przedstawiciele nosili przydomki (cognomen): Bassus, Denter, Metellus, Niger, Pinna, Rufus.
Cecyliusze wywodzili początki swojego rodu od mitycznych postaci: Cekulusa (Caeculus) założyciela Praeneste, bądź od Kekasa (Caecas) towarzysza Eneasza.
Gałąź Metellusów w trzech ostatnich stuleciach republiki rzymskiej stała się jedną z najważniejszych rodzin, a jej przedstawiciele pełnili najważniejsze urzędy. Byli też przez cały czas niezachwianymi poplecznikami stronnictwa optymatów.
- Lucjusz Cecyliusz Metellus Denter konsul 284 p.n.e.
- Lucjusz Cecyliusz Metellus Denter konsul 251 i 247 p.n.e.
- Lucjusz Cecyliusz Metellus (Lucius Caecilius Metellus), syn Lucjusza Cecyliusza Metellusa Dentera, trybun ludowy w 213 p.n.e.
- Kwintus Cecyliusz Metellus, konsul 206 p.n.e.
- Marek Cecyliusz Metellus, pretor w 206 p.n.e.
- Lucjusz Cecyliusz Metellus Denter (Lucius Caecilius Metellus Denter),syn Kwintusa Cecyliusza Metellusa konsula 206 p.n.e., pretor w 182 p.n.e.
- Kwintus Cecyliusz Metellus Macedoński, konsul 143 p.n.e.
- Lucjusz Cecyliusz Metellus Kalwus, konsul w 142 p.n.e.
- Cecylia Metella, żona Gajusza Serwiliusza Watii
- Cecylia Metella, żona Publiusza Korneliusza Scypiona Nazyki
- Cecylia Metella Kalwa, żona Lucjusza Licyniusza Lukullusa
- Kwintus Cecyliusz Metellus Balearyjski, konsul 123 p.n.e
- Lucjusz Cecyliusz Metellus Diadematus, konsul 117 p.n.e
- Lucjusz Cecyliusz Metellus Dalmatyński, konsul 119 p.n.e.
- Marek Cecyliusz Metellus, konsul w 115 p.n.e.
- Gajusz Cecyliusz Metellus Kaprariusz, konsul 113 p.n.e.
- Kwintus Cecyliusz Metellus Numidyjski, konsul 109 p.n.e.
- Kwintus Cecyliusz Metellus Nepos Starszy, konsul 98 p.n.e.
- Kwintus Cecyliusz Metellus Celer Starszy, trybun 90 p.n.e.
- Kwintus Cecyliusz Metellus Pius, konsul 80 p.n.e.
- Kwintus Cecyliusz Metellus Kreteński, konsul 69 p.n.e.
- Lucjusz Cecyliusz Metellus, konsul w 68 p.n.e.
- Marek Cecyliusz Metellus pretor w 69 p.n.e.
- Kwintus Cecyliusz Metellus Celer, konsul 60 p.n.e.
- Kwintus Cecyliusz Metellus Nepos Młodszy, konsul 57 p.n.e.
- Kwintus Cecyliusz Metellus Pius Kornelian Scypion Nazyka, konsul 52 p.n.e.
- Cecylia Metella Dalmatyka
- Lucjusz Cecyliusz Metellus, trybun ludowy w 49 p.n.e.
- Marek Cecyliusz Metellus (Marcus Caecilius Metellus) (ur. ok. 85 p.n.e. - zm. po 31 p.n.e.), prawdopodobnie drugi syn Kwintusa Cecyliusza Metellusa Kreteńskiego konsula w 69 p.n.e.; w 42 p.n.e. był proskrybowany, w wojnie domowej zdeklarowany przeciwnik Oktawiana, odrzucający wszelkie propozycje przejścia na jego stronę, w 31 p.n.e. legat Antoniusza i jeden z jego dowódców w bitwie pod Akcjum. Po bitwie dostał się do niewoli a Oktawian darował mu życie na prośbę syna Metellusa.
- Kwintus Cecyliusz Metellus (Quintus Caecilius Metellus) (ur. ok. 60 p.n.e. - zm. po 25 p.n.e.), syn Marka Cecyliusza Metellusa legata w 31 p.n.e.; w 31 p.n.e. jeden z dowódców Oktawiana w bitwie pod Akcjum. Po bitwie uzyskał u Oktawiana przebaczenie dla swojego ojca, który wówczas dostał się do niewoli. Adoptował Kwintusa Cecyliusza Metellusa Silana.
- Kwintus Cecyliusz Metellus Silan, konsul 7 n.e.